# Léon Ougloff

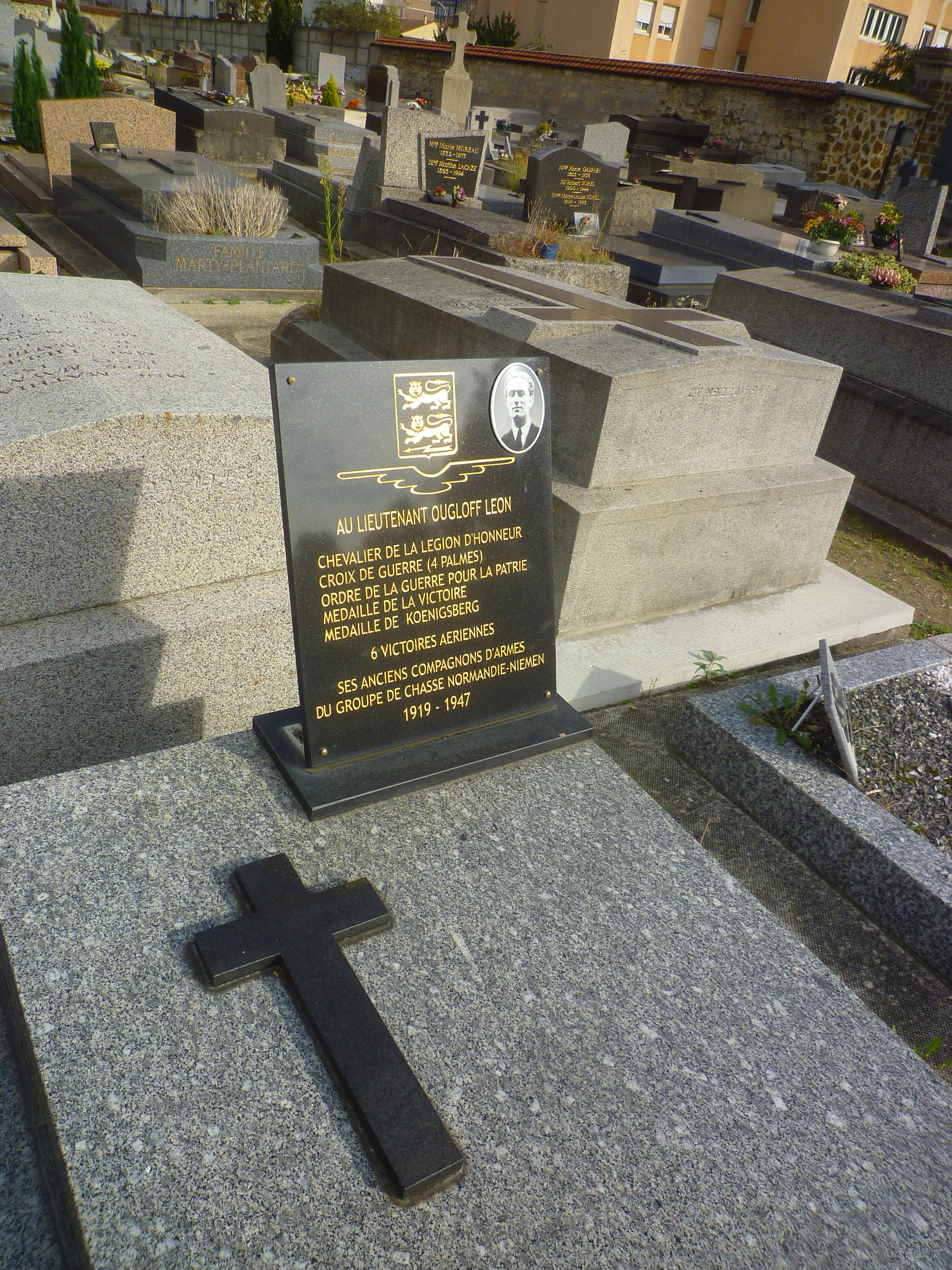
Sépulture de Léon Ougloff au cimetière ancien d'Asnières (92)

Léon Ougloff (4 octobre 1919 - 24 juillet 1947) est un pilote de chasse et as français de la Seconde Guerre mondiale, ayant volé principalement au sein du groupe de chasse Normandie-Niémen.

## Carrière et combats
Né de parents russes à Troitskor (Russie) le 4 octobre 1919, il fut élevé en France et obtint la nationalité française en 1933, ce qui lui permit de pouvoir s'engager plus tard dans l'Armée de l'air. En 1939 il intégra l'école de vol d'Avord et, en mai 1940, il fut dirigé sur le CIC (= Centre d'Instruction de la Chasse), alors basé à Oran, en Algérie. Il y demeura jusqu'à novembre 1942, date du débarquement anglo-américain en Afrique du Nord, avant d'être muté au GC.II/5 "Lafayette", où il apprit à voler sur le Curtiss P-40 Warhawk.
En mai 1944, il se porta volontaire pour le Groupe de Chasse Normandie (NB. Qui n'avait pas encore été rebaptisé Normandie-Niémen), qu'il rejoignit en octobre 1944, avec le grade d'aspirant. Après avoir suivi une formation sur Yak 3, il retrouva son unité et en moins de 3 mois de combats, de janvier à mars 1945, il obtint le statut d'as. Bien qu'abattu une fois par la Flak, le 3 février 1943, il survécut et rentra en France à l'issue de la guerre.
En novembre 1945 il fut nommé instructeur à l'École de Tours, puis à celle de Cognac, avant de retourner au Groupe de chasse Normandie-Niémen, alors basé à Rabat, au Maroc, comme lieutenant, en mars 1947. Le 24 juillet de la même année il trouva la mort lors d'un vol de reconnaissance, son appareil ayant heurté une ligne téléphonique et s'être écrasé, désemparé, dans la mer.

## Tableau de chasse
- 16 janvier 1945 - 1 FW.190 et 1 autre FW.190 en coopération ;
- 15 février 1945 - 1 FW.190 en coopération et 1 autre FW.190 "endommagé" en coopération ;
- 20 février 1945 - 1 FW.190 en coopération et 1 autre FW.190 "endommagé" en coopération ;
- 8 mars 1945 - 1 FW.190 en coopération ;
- 27 mars 1945 - 1 FW.190 en coopération et 1 autre FW.190 "endommagé" en coopération.

Au total, il était crédité de 5 victoires homologuées, dont 4 en coopération, et 3 "endommagés", eux aussi en coopération.